# Heinrich Rimphoff
Heinrich Rimphoff (* 1595 oder 1596 in Wiedensahl; † 28. März 1655, auch Hinrich Rimphoff) war ein lutherischer Geistlicher, Konsistorialrat im Herzogtum Verden und Hexenverfolger.

## Leben
Heinrich Rimphoff wurde 1595 oder 1596 als Sohn eines Lehrers an der Bruchhauser Schule und Pastors von Wiedensahl geboren. Nach seinem Studium, zuletzt ab 1617 in Helmstedt, wurde er 1622 als Nachfolger seines Vaters Pastor in Wiedensahl und ab 1638 Pastor primarius am Dom zu Verden. Unter der dänischen Administration wurde er 1642 zum Superintendenten über das Bistum Verden und unter den Schweden 1652 zum Konsistorialrat über das Herzogtum Verden ernannt. Rimphoff starb am Ostersonntag, dem 28. März 1655.

## Hexenverfolgungen
Rimphoff spielte während seiner Amtszeit in Wiedensahl eine besondere Rolle in den Hexenprozessen im Kloster Loccum. Dort wurden in den Jahren 1628–1638 ca. 30 Menschen in Hexenverfolgungen hingerichtet. Mit 15 Frauen und fünf Männern entfällt die Mehrzahl der Angeklagten auf Personen mit Wiedensahler Gemeindezugehörigkeit. Gesche Köllers und Gesche Heimann (geb. Spanuth) waren die letzten beiden Wiedensahler Frauen, die hingerichtet wurden.
Später war Rimphoff für die Wiederaufnahme der Hexenverfolgung im Bistum Verden verantwortlich. Zusammen mit dem Verdener Domkapitel, dem Magistrat und der juristischen Fakultät der Universität Rinteln war er 1647 treibende Kraft in einem Hexenprozess, der für drei Frauen auf dem Scheiterhaufen endete. Drei weitere Frauen wurden durch die Folter umgebracht.
Gegen Rimphoffs Wirken übersetzte der schwedische Feldprediger Johann Seifert die Cautio Criminalis von Friedrich Spee von Langenfeld ins Deutsche.
Als Replik brachte Rimphoff innerhalb weniger Wochen das 566 Seiten starke Werk Drachen-König heraus, in dem er zur Begründung der Hexenverfolgung immer wieder Martin Luther als Gewährsmann heranzieht und dabei auch dessen Antijudaismus aufnimmt.
Als die Hexenverfolgung auch auf die Ehefrauen von Ratsmitgliedern übergriff, beschwerte sich der Rat beim schwedischen Statthalter Königsmarck. Dieser setzte eine Kommission ein, die den Prozess in Verden untersuchen sollte. Der Magistrat fürchtete nun um seine Privilegien und wandte sich mit einer Beschwerde direkt an Christina von Schweden, diese verbot aber überraschend jegliche Hexenverfolgungen in den Herzogtümern Bremen und Verden. Es dauerte allerdings noch bis 1652, das Verfahren endgültig niederzuschlagen.

## Rehabilitierung der Opfer der Hexenprozesse

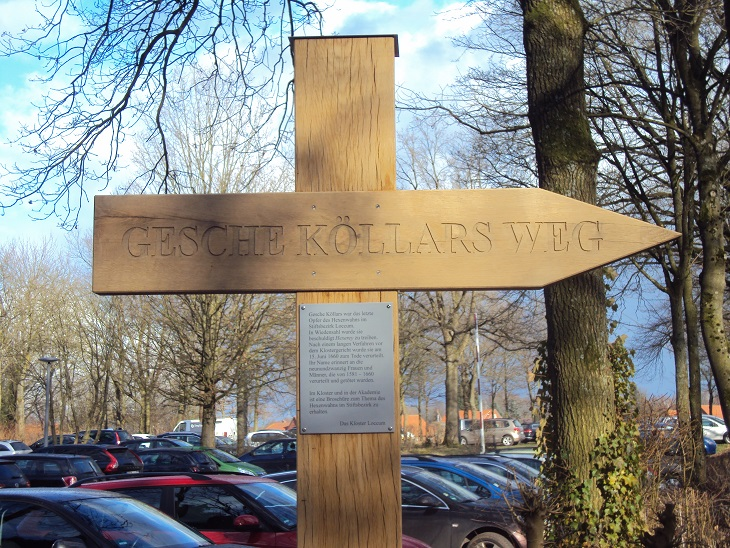
Kloster Loccum, Gesche Köllarsweg, 2016

- Die Opfer der Hexenprozesse wurden vom Rat der Stadt Rehburg-Loccum am 25. September 2013 rehabilitiert.[4]

- Die Evangelisch-Lutherische Landeskirche Hannovers hat eine soziale Rehabilitation der Opfer der Hexenprozesse am 18. September 2015 ausgesprochen.[5]

- 2016 wurde im Kloster Loccum der Gesche Köllars Weg eingeweiht.

## Werke
- Drachen-König/ Das ist: Warhafftige/ Deutliche/ Christliche/ und hochnothwendige Beschreybunge/ deß grawsamen/ hochvermaldeyten Hexen und Zauber Teuffels/ ... Rinteln 1647. (VD17 23:282066F, Digitalisat der HAAB)